# In the Air Tonight (musikalbum)
In the air tonight är det svenska rockbandet Union Carbide Productions första album från 1987. Skivan är producerad av Henryk Lipp tillsammans med bandet och släpptes av Radium Records.
Skivan väckte uppmärksamhet och gavs senare även ut i Frankrike, England, Tyskland, Holland och USA. Skivan rankades av Sonic Magazine i juni 2013 som det 43:e bästa svenska albumet någonsin.

## Låtlista
Samtliga låtar skrivna av Union Carbide Productions
1. Ring My Bell 	3:52
2. Financial Declaration 	4:08
3. Summer Holiday Camp 	3:30
4. Cartoon Animal 	3:44
5. So Long 	4:06
6. In The Air Tonight 	1:30
7. Three Mile Eyes 	2:18
8. Teenage Bankman 	4:14
9. Pour Un Flirt Avec Toi 	1:14
10. Down On The Beach 	11:25

## Medverkande
- Per Helm - Bas
- Patrik Caganis - Gitarr
- Henrik Rylander - Trummor
- Björn Olsson - Gitarr mm
- Ebbot Lundberg - Sång, piano mm

### Fotnoter
1. ↑  Sonic #69, sommaren 2013